# Moonbin
Moon Bin, professioneel bekend als Moonbin (Koreaans: 문빈;  Cheongju, 26 januari 1998 – Seoul, 19 april 2023), was een Zuid-Koreaanse zanger, acteur, danser en model. Hij was lid van de Zuid-Koreaanse jongensgroep Astro en haar subeenheid Moonbin & Sanha.

## Jeugd
Moonbin werd geboren in Cheongju, in de provincie Chungbuk, in een gezin met twee kinderen. Hij studeerde af aan de Hanlim Multi Art School, met focus op praktische muziek. Zijn jongere zus Moon Sua is lid van de Zuid-Koreaanse meidengroep Billlie.

## Carrière
Moonbin startte zijn carrière in 2004 als kind-model. In 2006 had hij een rolletje in een videoclip van de Koreaanse boyband TVXQ. In 2009 had hij zijn eerste acteerrol in het Koreaanse drama Boys over Flowers, waar hij de jongere versie van het personage van Kim Bum speelde.  
Moonbin was een stagiair van het label Fantagio sinds de vijfde klas van de lagere school. Hij werd een volwaardige stagiair in zijn middelbare schooljaren. Hij nam deel aan het jongensgroepsproject iTeen van het bedrijf en was de tweede stagiair die officieel werd voorgesteld met de Fantagio iTeen Photo Test Cut. Voordat hij zijn debuut maakte met Astro, speelden Moonbin en de rest van de groep een hoofdrol in een webdrama met de titel To Be Continued .  

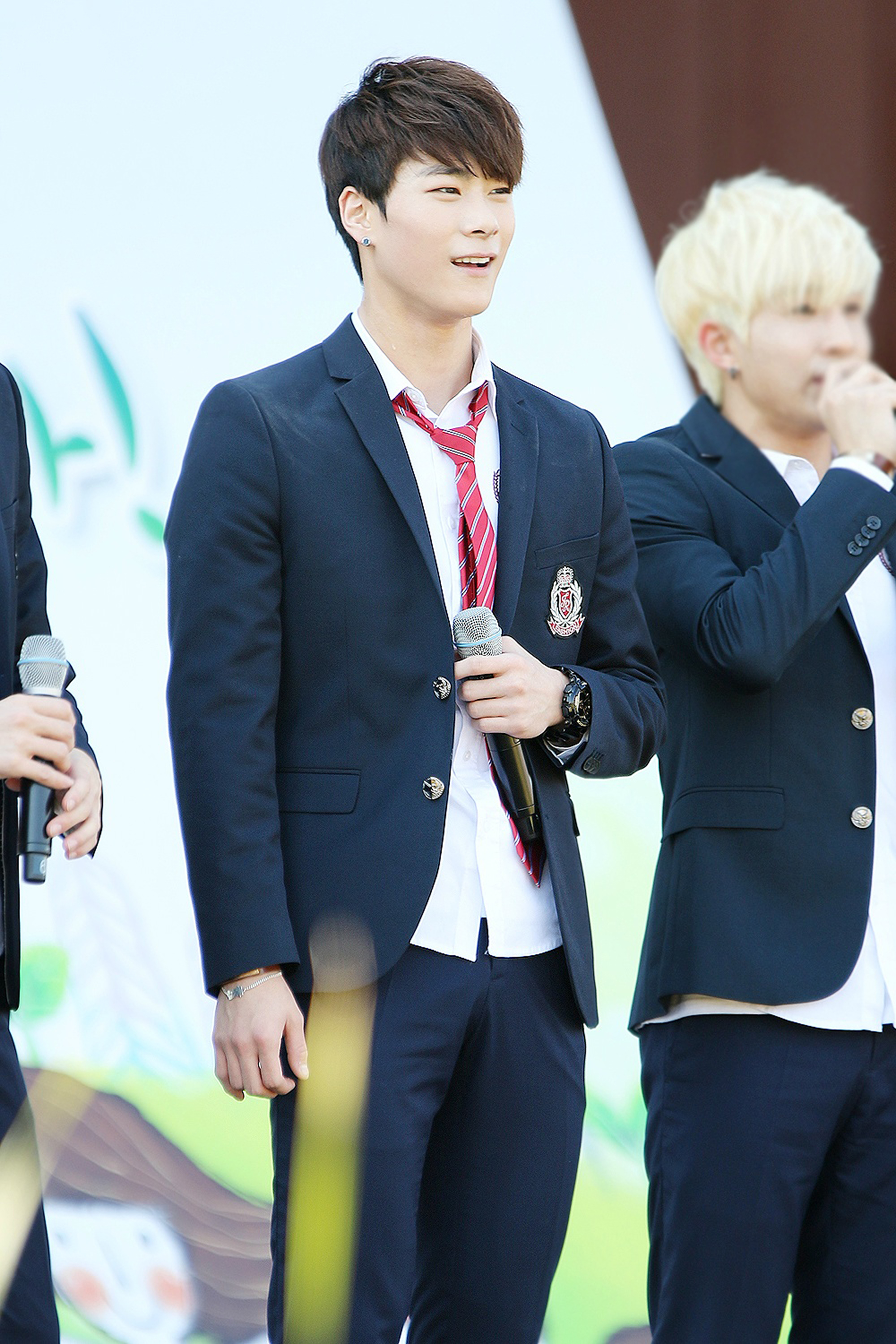
Moonbin in 2016

Hij debuteerde als onderdeel van de zeskoppige jongensgroep Astro op 23 februari 2016. Hun debuut Extended Play, Spring Up, bevatte vijf nummers, waaronder de eerste single "Hide & Seek". In 2018 voegde Moonbin zich bij de cast van The Ultimate Watchlist of Latest Trends en nam deel aan de eerste twee seizoenen. Het jaar daarop werd hij gecast in Moments of Eighteen, waar hij het personage Jung Oh-je speelde. 
Op 12 november 2019 meldde zijn label Fantagio dat Moonbin vanwege gezondheidsredenen afwezig zou zijn bij Astro's aanstaande promoties voor hun Blue Flame EP-release. Hij beëindigde zijn onderbreking in februari 2020 nadat hij met de andere Astro-leden in een V Live-uitzending was verschenen. Hij werd aangekondigd als een van de nieuwe gastheren van de Zuid-Koreaanse muziekshow Show Champion, samen met zijn bandgenoot Yoon San-ha en Verivery's Kangmin. Er werd bevestigd dat hij de hoofdrol zou spelen in het webdrama The Mermaid Prince, een rol die hij ook in het tweede seizoen speelde. Ook nam hij deel aan een milieuvriendelijke kookprogramma. In september 2020 werd Moonbin aangekondigd als een van de fotomodellen voor het merk Nerdy Cafe. 
Hij en mede-bandlid Sanha (Yoon San-ha) debuteerden als Astro's eerste subeenheid Moonbin & Sanha met de release van hun debuut-EP, genaamd In-Out, samen met de eerste single "Bad Idea", op 14 september 2020. Het koppel won acht dagen later de eerste prijs van het muziekprogramma The Show.
In 2021 onthulde het Koreaanse merk Neikidnis dat het Moonbin als hun eerste muze had gekozen. Later dat jaar werd Moonbin toegevoegd als castlid voor het tweede seizoen van Coupang Play's Saturday Night Live Korea. 
Op 30 december 2022 bracht Fantagio een officiële verklaring uit waarin werd bevestigd dat Moonbin had besloten zijn contract met het bureau te verlengen.

## Overlijden
Op 19 april 2023 werd hij dood in zijn appartement gevonden. Aanvankelijk werd gedacht dat sprake was van zelfdoding, maar later bleek dat hij was overleden aan een hartstilstand.